# Trigastrotheca
Trigastrotheca là một chi gồm các loài thực vật có hoa nằm trong họ Molluginaceae, được Ferdinand Jacob Heinrich von Mueller mô tả đầu tiên năm 1857 với loài duy nhất được mô tả khi đó là T. molluginea trong Hooker's Journal of Botany & Kew Garden Miscellany 9, nhưng năm 1862 tác giả lại mô tả chính loài này dưới danh pháp Mollugo trigastrotheca trong Plants Indigenous to the Colony of Victoria 1 và vì thế danh pháp này là nom. ill. superfl.. Năm 1917 George Claridge Druce sửa lại tên cho loài này là M. molluginis mà lẽ ra phải là M. molluginea.
Phân tích phát sinh chủng loài họ Molluginaceae năm 2016 của Thulin et al. cho thấy Mollugo sensu lato là đa ngành, và nhánh chứa [M. molluginea + M. pentaphylla] chỉ có quan hệ họ hàng xa với nhánh chứa [M. verticillata (loài điển hình của chi Mollugo) + đồng minh], do chi Glinus có quan hệ họ hàng còn gần với nhánh [M. verticillata + đồng minh] hơn là quan hệ giữa hai nhánh [M. molluginea + M. pentaphylla] / [M. verticillata và đồng minh]. Do đó, chi Trigastrotheca lại được phục hồi.
Trigastrotheca khác với Mollugo ở chỗ có các lá kèm và các chỉ nhị rộng bản chân đế.

## Các loài
Chi này bao gồm 4 loài chủ yếu phân bố ở Nam Á qua Đông Nam Á tới Australia. Danh sách dưới đây lấy theo danh sách loài của Thulin et al. (2016) với bổ sung của Sukhorukov & Kushunina (2016):
- Trigastrotheca molluginea F.Muell., 1857: Loài điển hình của chi. Tây bắc Australia.
- Trigastrotheca pentaphylla (L.) Thulin, 2016: Ấn Độ, Sri Lanka.
- Trigastrotheca stricta (L.) Thulin, 2016: Phân bố rộng ở vùng nhiệt đới và cận nhiệt đới châu Á và Australia, du nhập vào châu Phi và Nam Mỹ. Phân biệt với T. pentaphylla ở chỗ các lá phía dưới của nó có hình mũi mác tới elip hẹp, nhọn mũi trong khi các lá phía dưới của T. pentaphylla hình trứng ngược và tù mũi.
- Trigastrotheca rupestris (T.Cooke) Sukhor., 2016[2]: Đặc hữu Tây Ghats.